# Артамонова, Надежда Ивановна
Наде́жда Ива́новна Артамо́нова (11 сентября 1908, Иваново-Вознесенск, Владимирская губерния — 30 марта 1972, Барнаул) — советский главный инженер Барнаульского меланжевого комбината. Герой Социалистического Труда (1960).

## Биография
Родилась 11 сентября 1908 года в городе Иваново-Вознесенск в рабочей семье. Русская.
С 1919 по 1924 годах жила в деревне и работала в крестьянском хозяйстве.
С 1924 года работала в городе Иваново — культпросветработником, секретарем рабочего комитета Ивановского областного комитета союза строителей. В 1933 году окончила Ивановский текстильный институт и получила специальность «инженера-технолога по прядению хлопка».
С 1933 по 1935 годах проходила монтажную практику на предприятиях текстильного машиностроения в городах Ленинград и Москва. С 1935 года работала мастером на монтаже прядильных машин, сменным мастером прядильного цеха и начальником цеха на Барнаульском меланжевом комбинате.
В 1938 году был арестован по статье 58 и расстрелян муж Н. И. Артамоновой — Бакшт Абрам Самуилович (реабилитирован в 1956 году), работавший начальником прядильного цеха Барнаульского меланжевого комбината.
Н. И. Артамонова воспитывала дочку и продолжала работать на Барнаульском меланжевом комбинате — заместителем директора прядильной фабрики. В 1945 году Н. И. Артамонова была назначена на должность — директора прядильной фабрики. С 1951 года — главный инженер Барнаульского меланжевого комбината. Под руководством Н. И. Артамоновой была проведена огромная работа по замене старых артикулов тканей на новые, пользующиеся большим спросом у потребителей.
11 июля 1957 года Указом Президиума Верховного Совета СССР «за достижения в труде» Надежда Ивановна Артамонова была награждена Орденом Знак Почёта.
7 марта 1960 года Указом Президиума Верховного Совета СССР «в ознаменование 50-летия Международного женского дня, за выдающиеся достижения в труде и особо плодотворную общественную деятельность» Надежда Ивановна Артамонова была удостоена звания Героя Социалистического Труда с вручением Ордена Ленина и золотой медали «Серп и Молот».
Помимо основной деятельности Н. И. Артамонова являлась членом научно-технического совета Министерства легкой промышленности СССР, имела несколько свидетельств на изобретения. Избиралась депутатом Алтайского краевого и Барнаульского городского советов депутатов, членом Барнаульского горкома партии.
В 1964 году вышла на заслуженный отдых. Жила в городе Барнаул. Скончалась 30 марта 1972 года.

## Награды
- Медаль «Серп и Молот» (7.03.1960)
- Орден Ленина (7.03.1960)
- Орден Знак Почёта (11.07.1957)
- Медаль «За освоение целинных земель»